# Persone di cognome Woods
| Questa pagina contiene informazioni ricavate automaticamente dalle voci biografiche con l'ausilio del template Bio e di un bot. L'aggiornamento è periodico e automatico e ricostruisce completamente la pagina. Se manca una persona in questa lista, sei pregato di non aggiungerla, ma accertati piuttosto che la sua voce biografica contenga il template Bio e che i dati anagrafici siano correttamente compilati. Se il template Bio manca, inseriscilo tu stesso o, in alternativa, metti l'avviso {{tmp\|Bio}} che ne segnala la mancanza. Se i dati riportati sono sbagliati, correggi direttamente la voce biografica; le modifiche saranno visibili in questa lista entro pochi giorni. Per chiarimenti vedi il progetto antroponimi. La lista contiene solo le 70 persone che sono citate nell'enciclopedia e per le quali è stato implementato correttamente il template Bio. Pagina aggiornata al 7 giu 2025. |

Questa è una lista di persone presenti nell'enciclopedia che hanno il cognome Woods, suddivise per attività principale.

## Allenatori di calcio(2)
- Chris Woods, allenatore di calcio e ex calciatore inglese (Swineshead, n. 1959)
- Matt Woods, allenatore di calcio e calciatore inglese (Skelmersdale, n. 1931 - Stockport, † 2014)

## Architetti(1)
- Lebbeus Woods, architetto e artista statunitense (Lansing, n. 1940 - New York, † 2012)

## Arrampicatori(1)
- Daniel Woods, arrampicatore statunitense (Richardson, n. 1989)

## Attori(7)
- Aubrey Woods, attore e cantante britannico (Londra, n. 1928 - Barrow-in-Furness, † 2013)
- Edward Woods, attore statunitense (Menominee, n. 1903 - Los Angeles, † 1989)
- James Woods, attore statunitense (Vernal, n. 1947)
- James A. Woods, attore, doppiatore e sceneggiatore canadese (Montréal, n. 1979)
- Robert Woods, attore statunitense (San Francisco, n. 1936)
- Simon Woods, attore britannico (n. 1980)
- Zach Woods, attore statunitense (Trenton, n. 1984)

## Attrici(3)
- Carol Woods, attrice e cantante statunitense (New York, n. 1943)
- Christine Woods, attrice statunitense (Lake Forest, n. 1983)
- Lesley Woods, attrice statunitense (Berwick, n. 1910 - Los Angeles, † 2003)

## Attrici pornografiche(1)
- Bambi Woods, attrice pornografica statunitense (Pierre, n. 1955)

## Attrici teatrali(1)
- Joy Woods, attrice teatrale statunitense (n. 1999)

## Calciatori(7)
- Calum Woods, ex calciatore scozzese (Liverpool, n. 1987)
- Gary Woods, calciatore inglese (Kettering, n. 1990)
- Ivan Woods, ex calciatore maltese (Toronto, n. 1976)
- Martin Woods, calciatore scozzese (Airdrie, n. 1986)
- Michael Woods, ex calciatore maltese (n. 1962)
- Ryan Woods, calciatore inglese (Norton Canes, n. 1993)
- Scott Woods, calciatore norvegese (Oslo, n. 2000)

## Canoiste(1)
- Kimberley Woods, canoista britannica (Rugby, n. 1995)

## Cestisti(8)
- Randy Woods, ex cestista statunitense (Filadelfia, n. 1970)
- Rudy Woods, cestista statunitense (Bryan, n. 1959 - † 2016)
- Tommy Woods, ex cestista statunitense (Blount County, n. 1943)
- Tony Woods, cestista statunitense (Rome, n. 1990)
- Keyshawn Woods, cestista statunitense (Gastonia, n. 1996)
- Kameron Woods, ex cestista e allenatore di pallacanestro statunitense (Louisville, n. 1993)
- Loren Woods, ex cestista statunitense (St. Louis, n. 1978)
- Qyntel Woods, ex cestista statunitense (Memphis, n. 1981)

## Ciclisti su strada(1)
- Michael Woods, ciclista su strada e ex mezzofondista canadese (Ottawa, n. 1986)

## Disc jockey(1)
- Marcel Woods, disc jockey e produttore discografico olandese

## Doppiatrici(1)
- Ilene Woods, doppiatrice e cantante statunitense (Portsmouth, n. 1929 - Los Angeles, † 2010)

## Fisiche(1)
- Leona Woods, fisica statunitense (La Grange, n. 1919 - Santa Monica, † 1986)

## Giocatori di football americano(11)
- Al Woods, giocatore di football americano statunitense (Jennings, n. 1987)
- Don Woods, ex giocatore di football americano statunitense (Denton, n. 1951)
- EJ Woods, giocatore di football americano statunitense (Encino, n. 1989)
- Ickey Woods, ex giocatore di football americano statunitense (Fresno, n. 1966)
- JT Woods, giocatore di football americano statunitense (San Antonio, n. 2000)
- Jelani Woods, giocatore di football americano statunitense (Contea di Clayton, n. 1998)
- Jerome Woods, ex giocatore di football americano statunitense (Memphis, n. 1973)
- Larry Woods, ex giocatore di football americano statunitense (Rogersville, n. 1948)
- Robert Woods, giocatore di football americano statunitense (Gardena, n. 1992)
- Tony Woods, ex giocatore di football americano statunitense (Newark, n. 1965)
- Xavier Woods, giocatore di football americano statunitense (Monroe, n. 1995)

## Golfisti(1)
- Tiger Woods, golfista statunitense (Cypress, n. 1975)

## Insegnanti(1)
- John Joseph Woods, insegnante e compositore neozelandese (n. 1849 - † 1934)

## Inventori(1)
- Granville Woods, inventore statunitense (Columbus, n. 1856 - New York, † 1910)

## Militari(2)
- John C. Woods, militare statunitense (Wichita, n. 1911 - Enewetak, † 1950)
- William Joseph Woods, militare e aviatore irlandese (Irlanda, n. 1913 - Baia di Eleusi, † 1941)

## Pallanuotiste(1)
- Taryn Woods, pallanuotista australiana (Sydney, n. 1975)

## Pesisti(1)
- George Woods, pesista statunitense (Portageville, n. 1943 - Edwardsville, † 2022)

## Pistard(1)
- Dean Woods, pistard australiano (Wangaratta, n. 1966 - † 2022)

## Politici(1)
- Alan Woods, politico e saggista britannico (Swansea, n. 1944)

## Rapper(6)
- Sage the Gemini, rapper, produttore discografico e scrittore statunitense (Fairfield, n. 1992)
- Big Scarr, rapper statunitense (Memphis, n. 2000 - Memphis, † 2022)
- Calboy, rapper e cantante statunitense (Chicago, n. 1999)
- Raekwon, rapper statunitense (New York, n. 1970)
- GloRilla, rapper statunitense (Memphis, n. 1999)
- Lil Uzi Vert, rapper e cantante statunitense (Filadelfia, n. 1995)

## Sassofonisti(1)
- Phil Woods, sassofonista statunitense (Springfield, n. 1931 - East Stroudsburg, † 2015)

## Sceneggiatori(2)
- Frank E. Woods, sceneggiatore statunitense (Linesville, n. 1860 - Hollywood, † 1939)
- Skip Woods, sceneggiatore, regista e produttore cinematografico statunitense (Austin, n. 1970)

## Scrittori(1)
- Stuart Woods, scrittore statunitense (Manchester, n. 1938 - Washington, † 2022)

## Scrittrici(1)
- Margaret Woods, scrittrice inglese (n. 1856 - † 1945)

## Storici(1)
- Thomas Woods, storico e scrittore statunitense (n. 1972)

## Senza attività specificata(2)
- Clinton Edgar Woods, ingegnere elettrico, ingegnere meccanico e scrittore statunitense (Belchertown, n. 1863 - Filadelfia, † 1927)
- James Woods, ex sciatore freestyle britannico (Sheffield, n. 1992)